# 莫讷 (埃纳省)
莫讷（法語：Monnes，法語發音：[mɔn]）是法国埃纳省的一个市镇，位于该省西南部，属于苏瓦松区和瓦卢瓦地区雷茨市镇公共社区，其市镇面积为4.92平方公里，2022年1月1日时人口数量为94人。
莫讷是瓦卢瓦地区雷茨市镇公共社区的组成部分。

## 行政
莫讷的邮政编码为02470，INSEE市镇编码为02496。

## 地理
莫讷（49°8'54"N, 3°13'8"E）位于法国中北部，上法兰西大区东南部和埃纳省西南部，距离省会拉昂大约55公里。
与莫讷接壤的市镇包括：欧特韦讷、马科尼、讷伊圣弗龙、普里耶、圣让古尔夫。
莫讷属于塞纳河流域，一条叫“Allan”的小溪自东向西流经境南部。境内以浅丘为主，地势自北向南略有抬升，镇中心地势平坦。
按照柯本气候分类法，莫讷属于温带海洋性气候，全年温差较小，降水分布均匀。

## 历史
莫讷历史上长期为一普通村落，中世纪出现教堂，法国大革命后成为埃纳省一个市镇。

## 交通
一条地方道路经过莫讷镇中心。

## 政治
现任莫讷市长为里夏尔·奥贝尔先生（Richard Aubert）。

## 人口
| 年份   | 1936 | 1946 | 1954 | 1962 | 1968 | 1975 | 1982 | 1990 | 1999 | 2005 | 2010 | 2015 | 2018 |
| ------ | ---- | ---- | ---- | ---- | ---- | ---- | ---- | ---- | ---- | ---- | ---- | ---- | ---- |
| 人口數 | 137  | 180  | 136  | 127  | 126  | 108  | 93   | 84   | 70   | 85   | 118  | 109  | 102  |

## 社会
莫讷镇中心无商业及公共设施。